# Pessimist
A Pessimist amerikai death metal együttes. 1993-ban alakult Baltimore-ban.

## Tagok
- Kelly Mclauchlin - gitár
- Kelly Conlon - basszusgitár
- Ivan Alison - ének
- Alex Marquez - dob

## Demók
- Dark Reality (1993)
- Dark Reality II (1994)

## Stúdióalbumok
- Cult of the Initiated (1997)
- Blood for the Gods (1999)
- Slaughtering the Faithful (2002)

## EP-k
- Absence of Light (1995)

## Válogatáslemezek
- Evolution unto Evil (2008)
- Absence of Light/Dark Reality (2019)